# Syntaxdiagramm
Ein Syntaxdiagramm wird in der theoretischen Informatik benutzt, um die Syntax einer Regelmenge graphisch darzustellen. Insbesondere können damit formale Sprachen bis zur Klasse der kontextfreien Sprachen und damit aufgrund der Teilmengeneigenschaft auch die Syntax von Programmiersprachen in einem Syntaxdiagramm dargestellt werden.

## Geschichte
Syntaxdiagramme wurden 1974 in der Definition der Programmiersprache Pascal eingesetzt, vermutlich auch schon früher.

## Bausteine
Ein minimales Syntaxdiagramm besteht aus einem der Grundbausteine:
- einem Terminalsymbol, gekennzeichnet durch einen Kasten mit abgerundeten Ecken
- einem Nichtterminalsymbol, gekennzeichnet durch einen eckigen Kasten.[2]

Syntaxdiagramme können zu größeren Syntaxdiagrammen zusammengesetzt werden:
- ein Syntaxdiagramm kann optional gemacht werden
- ein Syntaxdiagramm kann 0-mal oder öfter wiederholt werden
- ein Syntaxdiagramm kann 1-mal oder öfter wiederholt werden
- mehrere Syntaxdiagramme können verkettet oder hintereinandergeschaltet werden
- mehrere Syntaxdiagramme können alternativ durchlaufen werden

Aus diesen Grundbausteinen und Zusammensetzungen lassen sich Syntaxdiagramme konstruieren, die gleichmächtig zu kontextfreien Grammatiken sind.

## Eigenschaften
Jedes Syntaxdiagramm hat einen Eingang und einen Ausgang, die durch Linien verbunden sind. Die Linien haben eine Richtung.

## Umsetzung der EBNF in ein Syntaxdiagramm

Übersetzung einer EBNF in ein Syntaxdiagramm

Jede Erweiterte Backus-Naur-Form (EBNF) kann mithilfe der nebenstehenden Grafik eins zu eins in ein Syntaxdiagramm umgewandelt werden.

## Beispiel

Natürliche Zahlen als Syntaxdiagramm (führende Nullen möglich)

Das Bild zeigt, wie die natürlichen Zahlen im Dezimalsystem geschrieben werden.

## Verwendung
In weiten Teilen der Informatik werden Grammatiken textuell beschrieben, insbesondere in Dokumenten, deren Zielgruppe mit formalen Schreibweisen von Grammatiken vertraut ist. In Dokumenten mit größeren Zielgruppen können Syntaxdiagramme verwendet werden, um die Grammatikregeln anschaulicher darzustellen.
Beispiele:
- Der Standard für JSON[3]
- Das Handbuch zu Pascal[1]